# Saint-Aubin-de-Branne
Saint-Aubin-de-Branne – miejscowość i gmina we Francji, w regionie Nowa Akwitania, w departamencie Żyronda.
Według danych na rok 1990 gminę zamieszkiwało 278 osób, a gęstość zaludnienia wynosiła 50 osób/km² (wśród 2290 gmin Akwitanii Saint-Aubin-de-Branne plasuje się na 902. miejscu pod względem liczby ludności, natomiast pod względem powierzchni na miejscu 1391.).